# Валеран III де Люксембург-Линьи
Валеран III де Люксембург (фр. Waléran III de Luxembourg; 1355 — 22 апреля 1415) — граф де Сен-Поль и де Линьи, шателен де Лилль, сеньор де Руси, де Фиенн, де Боэн и де Боревуар с 1371, коннетабль Франции 1411—1413, старший сын Ги де Люксембург-Линьи, графа де Линьи и де Сен-Поль, и Матильды де Шатильон, графини де Сен-Поль.

## Биография

### Правление
После смерти отца в 1371 году Валеран унаследовал его владения, в том числе родовое графство Линьи, а также наследство матери — графство Сен-Поль на севере Франции.
Валеран служил королю Франции Карлу V и попал в плен к англичанам. Находясь в плену, он женился на Мод Холланд (ум. 1392), единоутробной сестре короля Ричарда II Английского, вдове Хьюга Кортни.
В 1396 году король Карл VI поручил Валерану вести переговоры в Лондоне о мире с англичанами, а в следующем году назначил губернатором Генуи.
Во время безумия Карла VI при французском дворе разгорелась борьба между группировками арманьяков и бургиньонов. Во время этой борьбы Валеран вошел в состав последней, поддерживая герцога Бургундии Жана Бесстрашного. В 1402 году Валеран исполнял обязанности великого магистра и смотрителя королевских лесов и вод Французского королевства.
В мае 1405 года он командовал армией, которая захватила Мерк, но уже в августе подошедшая из Кале английская армия заставила Валерана оставить город и отступить. В 1410 году Жан Бесстрашный назначил Валерана великим кравчим Франции, а также губернатором Парижа.
В 1411 году Жан Бесстрашный установил контроль над Парижем. Он сместил с поста коннетабля Франции Карла I д’Альбре. На его место был назначен Валеран. Он сражался против арманьяков в Нормандии, однако после того, как в августе 1413 года бургиньоны были вынуждены покинуть Париж, Валеран удалился в свои владения и был смещён с поста коннетабля, который вновь занял Карл I д’Альбре.
Валеран умер весной 1415 года. Его единственная дочь Жанна, которая была замужем за герцогом Брабантским Антуаном, умерла раньше отца. Поэтому владения Валерана унаследовал её второй сын — Филипп Бургундский.

### Брак и дети
1-я жена: с 1380 Мод Холланд (ок. 1359 — до 13 апреля 1392), дочь Томаса Холланда, 1-го графа Кента, и Джоанны Прекрасной Девы Кента, вдова Хьюго Кортнея. Дети:
- Жанна (ум. 12 августа 1407); муж: Антуан Бургундский (август 1384 — 25 октября 1415), граф Ретеля 1393—1406, герцог Брабанта, Лимбурга и маркграф Антверпена с 1406—1415.

2-я жена: с 2 июня 1400 Бонна де Бар (ум. после 1436), дочь Роберта I, герцога Бара, и Марии Французской. Детей от этого брака не было.
Также Валеран имел несколько незаконнорождённых детей.
От связи с Агнес де Бри:
- Жан де Люксембург, бастард де Сен-Поль (ум. 28 июля 1466), легитимирован 19 февраля 1436 года, сеньор де Обурден.

От связи с Марией де Ла Лозиер:
- Симон де Люксембург, бастард де Сен-Поль, легитимирован 7 января 1441, настоятель кафедрального собора Сен-Омера.